# Multiple

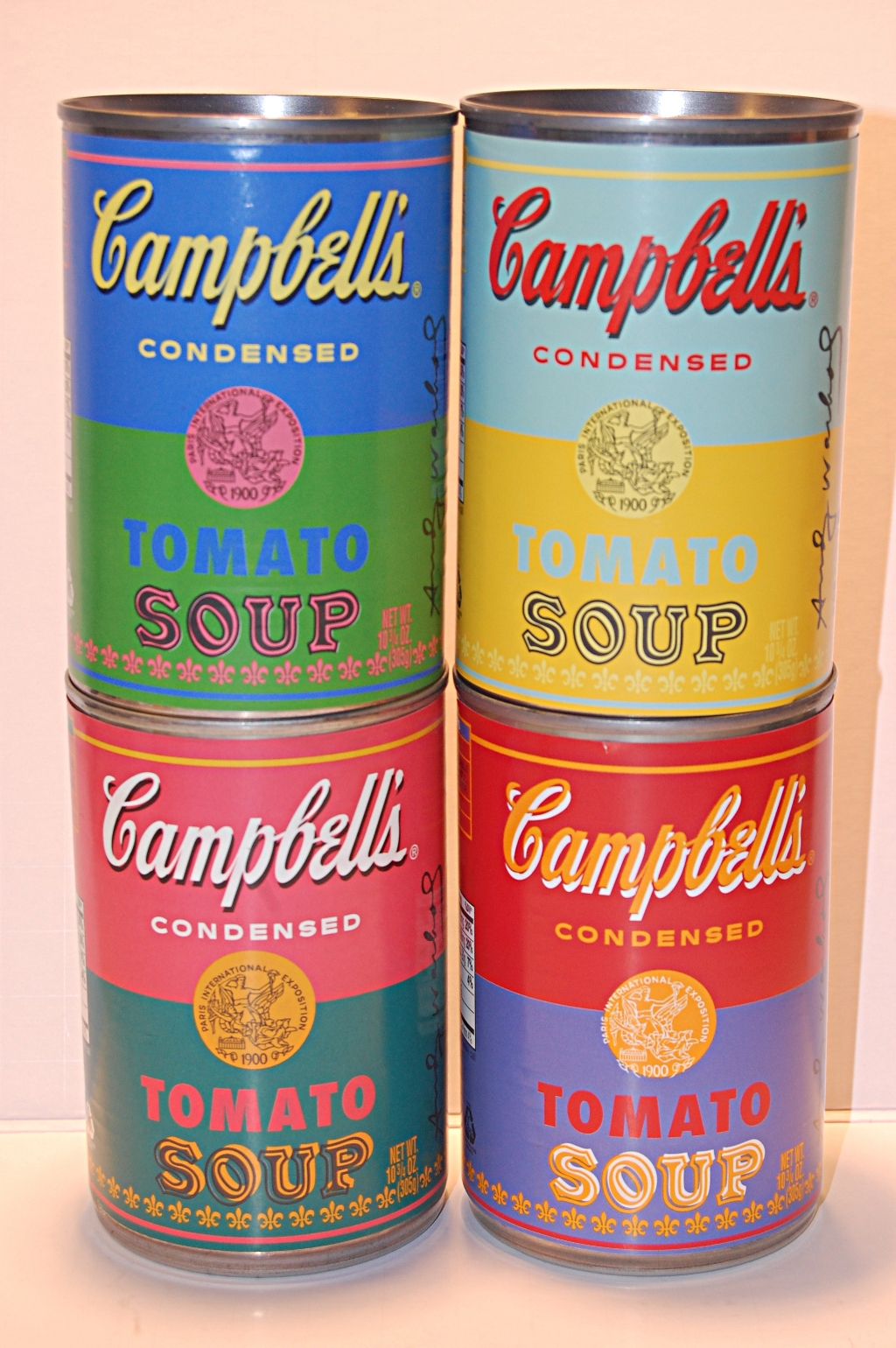
Dosen zum 50. Geburtstag der „Art of Soup“ von Andy Warhol

Ein Multiple (deutsch: Auflagenobjekt) ist eine künstlerische Arbeit der Gegenwartskunst, die aus einer Anzahl von seriell hergestellten gleichartigen Objekten besteht. Der Künstler liefert einen Entwurf oder ein Modell, indem er Form, Größe, Materialien, Techniken und Auflage festlegt, während die Ausführung meist von spezialisierten Fachkräften übernommen wird, oft durch maschinelle Unterstützung oder in manufakturartiger Organisation.
Daniel Spoerri definierte die Richtlinien für das Multiple folgendermaßen – es sollte:
1. durch keine historischen Vervielfältigungstechniken hergestellt werden
2. die Arbeiten sollten ohne persönliche Handschrift auskommen und
3. transportabel sein.

Auch Assemblagen werden teils als Multiple bezeichnet.
Mithilfe von 3D-Druckern ist es heutzutage sehr einfach, digitale Kunst massenhaft zu reproduzieren. Es hat sich eine eigene 3D-Kunst-Szene entwickelt, in der Modelle von verschiedenen Nutzern mit verschiedenen Materialien, Farben und Modifikationen nachgedruckt werden.

## Geschichte
Die Geschichte des Multiples führt zurück zu den Ready-mades des Dadaisten Marcel Duchamp, der seine Kunstobjekte und Installationen bereits in den 1920ern teilweise seriell hergestellt hatte; so u. a. Fountain  von 1917 und führt über den Surrealismus mit Künstlern wie Salvador Dalí in die Neuzeit zum Fluxus und zur Pop Art. Hier verwendeten Künstler wie Joseph Beuys, Dieter Roth, Wolf Vostell und überwiegend Andy Warhol seriell produzierte Auflageobjekte in ihrem Werk. Bei Warhol ergibt sich das Multiple allein durch seine Technik, die Serigrafie, sie zieht sich durch sein gesamtes Werk (Brillo-Boxen, Cow-Wallpaper, Polaroids).